# Vila Sinhá
Vila Sinhá é um bairro de Bragança, Pará, Brasil. O bairro recebeu esse nome em homenagem à ex-primeira-dama do município Melquíades Ferreira, ou simplesmente Sinhá Ferreira como era conhecida. É considerado o maior bairro de Bragança. Nele estão localizados o Instituto Federal de Educação Ciência e Tecnologia do Pará (IFPA), o Aeroporto Santos Dumont, o cemitério Campo da Saudade, o Conjunto João Mota e o recém inaugurado Residencial João Alves da Mota, do Programa Minha Casa Minha Vida, do Governo Federal. O bairro é cortado pelas avenidas Almir Gabriel que dá acesso ao bairro do Taíra, a Av. Santos Dumont e Juscelino Kubitschek, que dão acesso aos bairros do Perpétuo Socorro, Padre Luiz e aos Campos Naturais de Bragança, respectivamente.
Em 2011, recebeu investimentos da Prefeitura, com a construção de muro de contenção, galerias, meio fio e sendo feita a colocação de tubulações e asfaltamento em ruas.
Atualmente, o Bairro da Vila Sinhá é um dos mais populosos do município.